# 善竹徳一郎
善竹 徳一郎（ぜんちく とくいちろう、1975年 7月7日- ）は、日本の狂言方大蔵流能楽師。能楽協会会員。本名・茂山　徳一郎（しげやま　とくいちろう）

## 経歴
1975年7月7日、善竹長徳の長男として生まれる。
祖父の善竹玄三郎、父長徳及び父の従兄の二世善竹彌五郎に師事する。
1979年、「業平餅」稚児役で初舞台。
2009年、長男・高徳が誕生する。
2011年、「那須」を披く。
2013年、大蔵流の極重習である「釣狐」を披く。
2015年、大蔵流の極重習である「花子」を披く。
関西大学社会学部社会学科産業心理学専攻卒業。
父と同じく大阪府高槻市在住で関西を中心とした活動をしている。